# کادیم آلن
کادیم فرانک آلن (زاده ۱۵ ژانویه ۱۹۹۳) بازیکن حرفه‌ای آمریکایی شاغل در تیم بوستون سلتیکس در اتحادیه ملی بسکتبال است.او در درفت اتحادیه ملی بسکتبال به عنوان پیک ۵۷ توسط بوستون سلتیکس انتخاب شد.

## سابقه دانشگاهی
او در سال ۲۰۱۴ به بازیکنی با سابقه دو سال حضور در ان‌سی‌ای‌ای تبدیل شد. او در ۲ سال پایانی حضورش در ان‌سی‌ای‌ای برای تیم آریزونا به میدان رفت.او در سال آخر حضورش در ان‌سی‌ای‌ای میانگین ۹٫۸ امتیاز و ۴٫۰ ریباند را ثبات کرد. در سال آخر حضورش در این لیگ، در تیم دوم دفاعی و تیم سوم بازیکنان برتر قرار داده شد .

## سابقه حرفه ای

### بوستون سلتیکس (۲۰۱۷-۲۰۱۹)
آلن در درفت ان بی ای ۲۰۱۷ توسط سلتیکس انتخاب شد و با قراردادی ۲ ساله به این تیم پیوست. او این دو سال را صرف بازی در تیم سلتیکس و تیم وابسته آن در لیگ ترقی ان‌بی‌ای، مین رد کلاوز می کرد. . او سرانجام در تاریخ ۱۵ ژوئن از لیست بوستون سلتیکس خارج شد. 

### نیویورک نیکس (۲۰۱۹-حال)
آلن با قراردادی در ۲۵ جولای به نیویورک نیکس پیوست ولی طولی نکشید که از لیست آنها خارج شد ولی تیم حاضر در جی لیگ،وینچستر نیکس او را جذب کرد. . پس از آن نیویورک دوباره با قراردادی دو طرفه در ۱۴ ژانویه او را به تیم بازگرداند. 

## References
1. ↑  "New Hanover grad invited to Hornets' workout". WALB. June 6, 2017. Archived from the original on 13 December 2017. Retrieved June 22, 2017.
2. ↑  "2016-17 Pac-12 Men's Basketball All-Conference Honors". Pac 12 Conference. Retrieved June 23, 2017.
3. ↑  "Boston Celtics Sign Kadeem Allen". Boston Celtics. July 19, 2017. Retrieved July 20, 2017.
4. ↑  https://twitter.com/celtics/status/1018597352112836608
5. ↑  «نسخه آرشیو شده». بایگانی‌شده از اصلی در ۲۰ ژوئیه ۲۰۱۹. دریافت‌شده در ۵ اوت ۲۰۱۹.
6. ↑  https://www.nba.com/knicks/front-office-news/new-york-knicks-sign-kadeem-allen-two-way-contract